# Veliki Strug
Veliki Strug je hrvatska kanalizirana rijeka u Brodsko-posavskoj i Sisačko-moslavačkoj županiji, lijeva pritoka Save. Nastaje u naselju Trebež i rječici Kutini. Duga je 47,3 km. U Veliki Strug se ulijeva rijeka Subocka, rječica Zelenka i potoci Novljančica, Grabovac, Voćarica i Roždanik.
Prolazi kroz sljedeća naselja: Trebež, Plesmo, Krapje, Bročice i Jasenovac.